# 목표성취척도
목표성취척도(Goal Attainment Scale)란 목표를 얼마나 성취하느냐에 대한 척도이다. 지적장애나 뇌성마비환자의 치료를 평가하는데 쓴다.
내담자의 진행 상황을 모니터링하는 데 사용되는 내담자와 카운슬러 간의 서면 후속 지침 개발을 의미하는 치료 방법이다. GAS는 정신 질환 및 치료에 관한 다양한 평가 모델에 대응하여 토머스 키레숙(Thomas Kiresuk)과 로버트 셔먼(Robert Sherman)이 처음 개발했다. GAS의 출현과 함께 키레숙과 셔먼은 여러 가지 다양한 양식에 걸쳐 효율성을 측정하고 효율성을 기반으로 경제 및 노동 자원을 정당화할 수 있는 평가 프로그램을 만들려고 했다. 평가 관행은 특히 정신 건강에서 서비스에 대한 정당성과 지원을 위해 중요하다. 기존의 평가 절차는 정의와 측정에 문제가 있어 각 정신건강센터에서 자체적인 정의와 측정을 통해 평가하였다. 이로 인해 불특정하고 비공식적인 평가가 생성되었다. 다양한 평가 방법도 비교를 불가능하게 만들었다. 따라서 평가 개혁이 필요했다.